# 花煎
花煎（화전）是一種朝鮮半島傳統的甜煎米餅，上面放有可供食用的時花。韓語固有詞又稱為。在不少傳統節日如上巳節、重陽節等都會食用。

## 花煎遊戲

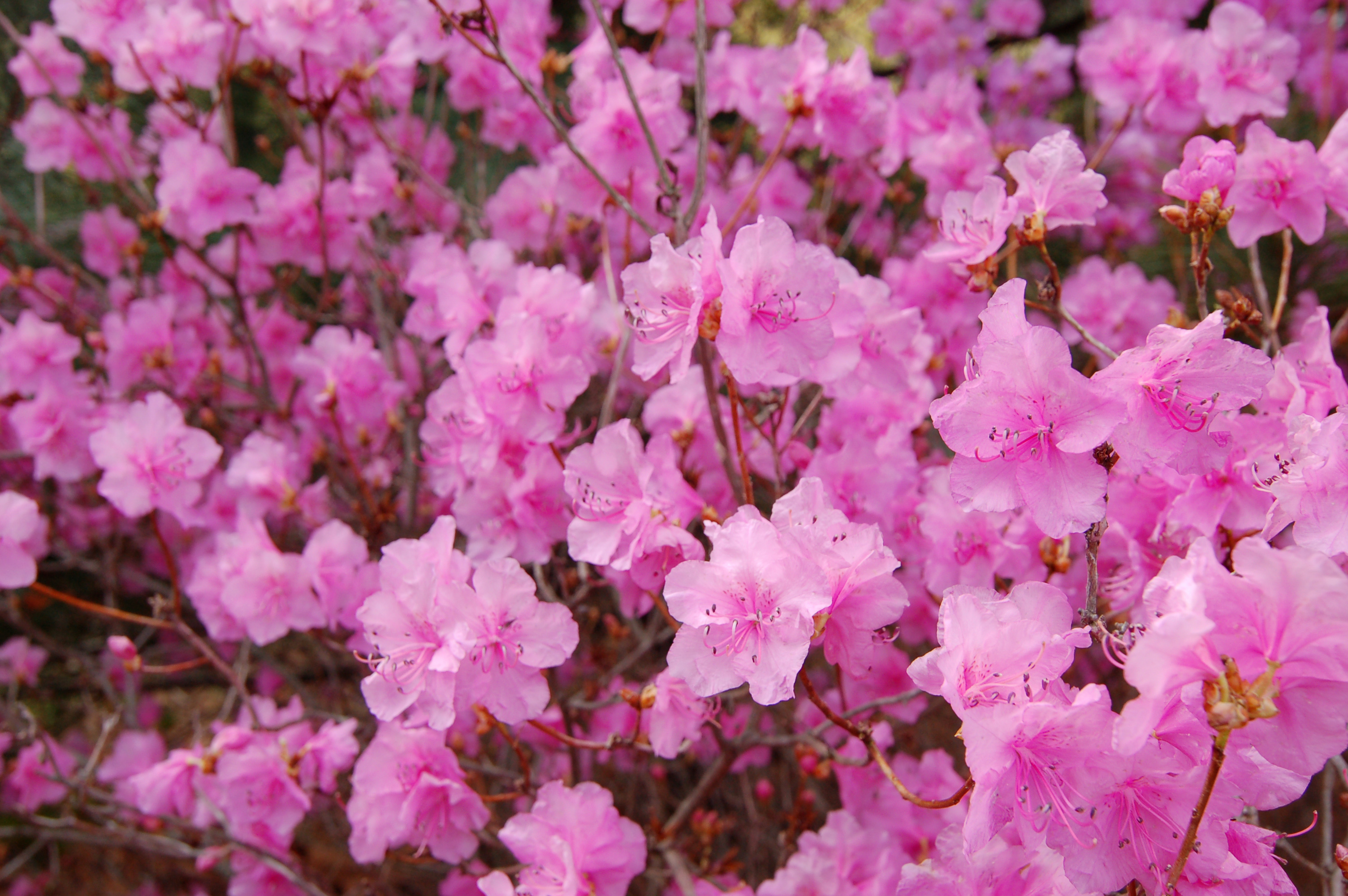
上巳節是杜鵑盛開的時節，杜鵑花瓣也就用作製花煎

從高麗王朝起，朝鮮人在一些節日裡有玩「花煎遊戲」（화전놀이）的傳統習俗，並會食用花煎。
每逢上巳節，婦女就會帶著叫燔鐵（번철）的一種厚煎板去郊遊踏青，她們會採摘杜鵑花或其他盛開的花來做花煎，當中以杜鵑花煎（固有詞為）最具代表性。花煎常會與加入同種花瓣的花菜（화채，一種把水果加入蜜糖水或五味子汁裡製成的朝鮮傳統甜品）一同食用，例如以杜鵑花煎與杜鵑花菜同吃。
到了重陽節，人們也會舉行花煎遊戲，這時食用的花煎會以菊花瓣製作，亦即菊花煎（국화전），配以菊花酒（국화주）或柚子花菜（유자 화채）。

## 材料與變化
除了杜鵑花煎和菊花煎外，任何可吃的時令花卉都可用作製造花煎，例如春季常見以沙梨花製成的梨花煎（이화전）、櫻花煎、堇菜花煎。初夏時則多會食用薔薇花煎（장미화전）。雞冠花煎則多在秋季食用。
當沒有適合製作花煎的花時，會以水芹、艾草、石耳、紅棗等做成花形裝飾放在煎餅麵團上。

## 外部連結
- （英文）上巳節與朝鮮甜品 （页面存档备份，存于）
-  花煎的資料與食譜 （页面存档备份，存于）
-  花煎的資料與食譜 （页面存档备份，存于）
-  花煎的資料與食譜
-  花煎食譜 （页面存档备份，存于）
- 韩国重三节食品：金达莱花煎与五味子茶